# Disonycha procera
Disonycha procera är en skalbaggsart som beskrevs av Thomas Casey 1884. Disonycha procera ingår i släktet Disonycha och familjen bladbaggar. Inga underarter finns listade i Catalogue of Life.